# Club Atlético Victoriano Arenas
O Club Atlético Victoriano Arenas, também conhecido como Victoriano Arenas, é um clube de futebol argentino, fundado em 2 de janeiro de 1928. Sua sede está localizada em Valentín Alsina, uma cidade na província de Buenos Aires, na Argentina. Atualmente participa da Primera División C, a quarta divisão regionalizada do futebol argentino para as equipes diretamente afiliadas à Associação do Futebol Argentino (AFA), entidade máxima do futebol na Argentina. Seu estádio é o Saturnino Moure que fica no meandro de Brian (Buenos Aires) e conta com capacidade aproximada para 1.500 espectadores.

## História
Foi fundado em 2 de janeiro de 1928 e o nome escolhido vem de uma imobiliária que vendia terrenos na zona de Villa Castellino. Entre seus notáveis fundadores, destacamos Ricardo Antuña (primeiro presidente), além de Cuterucci, Capaibo e José Margalejo. Em 1942, o clube obtém seu status legal e, cinco anos depois, compra os terrenos onde fica sua atual sede. Em 1960, começam os trâmites para a obtenção dos terrenos situados nas ruas Humaitá e Entre Ríos, onde estão localizados atualmente, o estádio e o complexo esportivo.
Sua afiliação à Associação do Futebol Argentino (AFA) veio somente em 1963. O clube começou na disputa da quarta divisão (na época, a Primera D) onde permaneceu até 1974, quando conseguiu acesso à terceira divisão (na época, a Primera C). O sonho na Primera C durou pouco, pois, em 1977, o clube voltou a ser rebaixado e acabou sendo desfiliado temporariamente da AFA durante a temporada de 1988–89. A volta aos gramados na temporada seguinte foi um sucesso total, e o clube em setembro de 1990 sagrou-se campeão da Primera D (atualmente, a quinta divisão). Permaneceu na Primera C até a temporada de 1992–93, quando novamente caiu para a Primera D.
Na quinta divisão ficou até a temporada de 2017–18, quando foi novamente campeão da Primera D, e com 4 rodadas de antecipação, retornando à Primera C depois de 25 anos de ausência.

## Títulos
| NACIONAIS  | NACIONAIS | NACIONAIS                        | NACIONAIS |
| Competição | Títulos   | Temporadas                       |           |
| ---------- | --------- | -------------------------------- | --------- |
| Primera D  | 2         | Quinta Divisão: 1990–91, 2017–18 |           |